# Ecolex (Maschine)

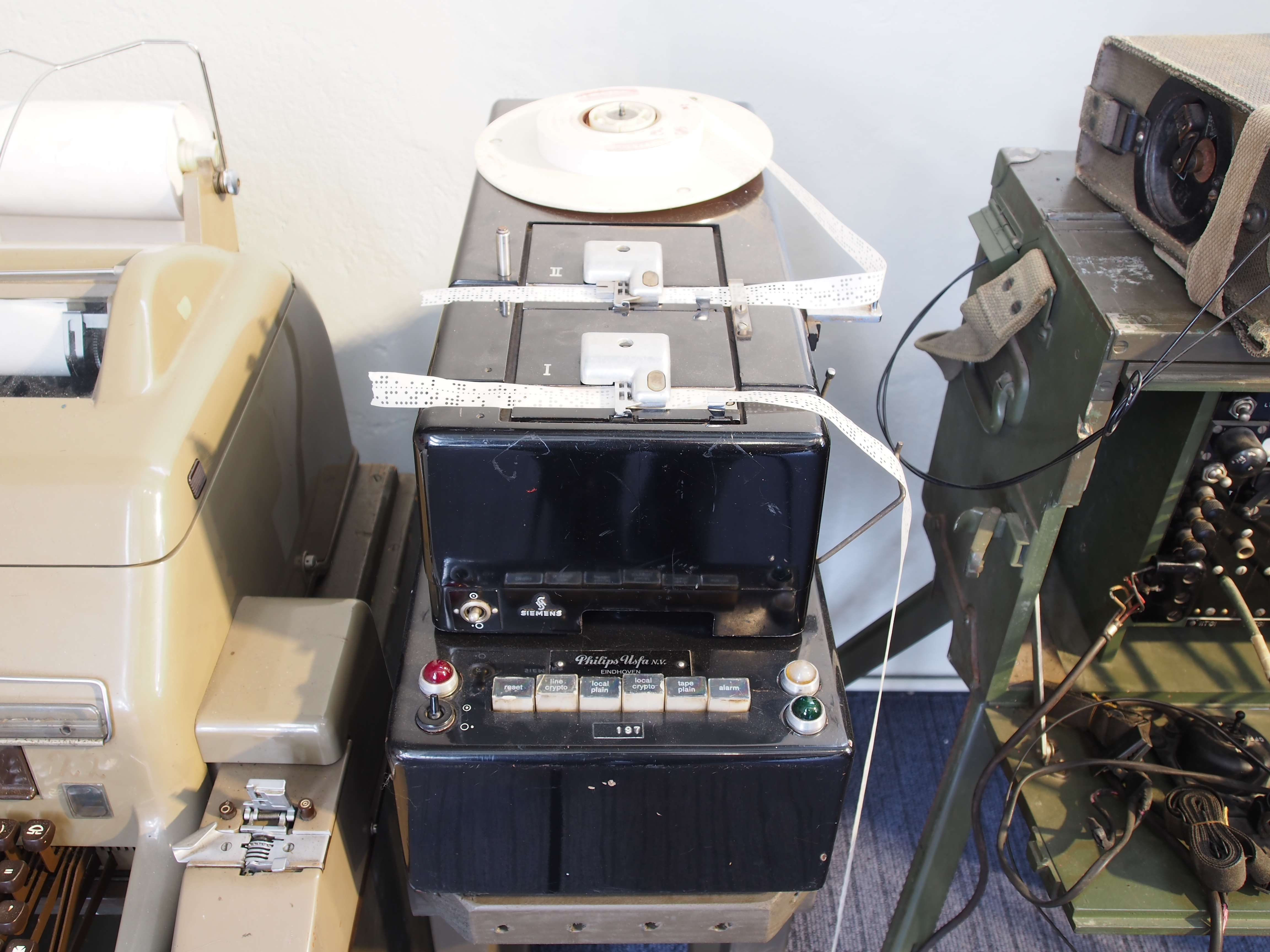
Chiffriermaschine Ecolex II hier unterhalb eines Lochstreifenlesers von Siemens & Halske im Museum Verbindingsdienst. Links daneben ist gerade noch ein Fernschreiber T100 zu erkennen.

Ecolex war eine Produktfamilie von elektronischen Chiffriermaschinen, die in den 1950er- und 1960er-Jahren in den Niederlanden entwickelt wurden. Sie basierten auf dem kryptographisch sicheren Einmalschlüssel-Verfahren (englisch One-Time-Pad), auch OTP genannt.

## Name
Das Akronym Ecolex setzt sich zusammen aus dem Anfangsbuchstaben von Elektronisch sowie dem Namen der Vorgängermaschine Colex. Letzterer war abgeleitet aus den beiden Begriffen Code und Telex, wobei die ersten beiden beziehungsweise letzten drei Buchstaben zusammengefügt worden waren. Der Name beschreibt den Zweck, nämlich die elektronische Verschlüsselung von Fernschreiben.

## Modellfamilie
Im Laufe der Zeit entstanden unterschiedliche Modelle. Dazu gehörten:
- Ecolex I Mark 1
- Ecolex I Mark 2
- Ecolex II
- Ecolex III
- Ecolex IV

### Ecolex I Mark 1
Ecolex wurde ab Anfang der 1950er-Jahre als Ersatz für die elektromechanische Colex-Maschine entwickelt. Dabei wurde Elektromechanik durch zeitgemäße Elektronik, also Elektronenröhren ersetzt. Ecolex wurde später in Ecolex I umbenannt, nachdem es weitere Nachfolger gab, bei denen die Röhrentechnik durch modernere Transistortechnik ersetzt worden war.
Um 1956 wurde die Produktion der Ecolex, die zuvor im Forschungslabor der PTT (niederländisch Centraal Laboratorium, ab 1955 dann Dr. Neher-Laboratorium genannt) in Leidschendam (bei Den Haag) erfolgt war, an Philips Usfa nach Eindhoven verlagert.

### Ecolex I Mark 2
Im Gegensatz zum Modell Mark 1, das nur die 26 Großbuchstaben des lateinischen Alphabets verschlüsseln konnte, waren es beim Mark 2 alle 32 Zeichen des Baudot-Codes, also zusätzlich auch Wagenrücklauf, Zeilenvorschub und Leerzeichen.

### Ecolex II
Entwickelt im Jahr 1954 von der PTT, war Ecolex II das erste volltransistorisierte Modell der Familie. Auch hier konnten alle 32 Zeichen des Baudot-Codes verschlüsselt werden. In den Jahren von 1955 bis 1960 wurden etwa 120 Exemplare bei Philips Usfa gefertigt. Dort erhielt es die Bezeichnung US‑8011. Es war kompatibel mit dem norwegischen ETCRRM.

### Ecolex III
Um 1959 entwickelte Roelof Oberman an der Technischen Hochschule Delft dieses Modell, von dem anschließend einige Prototypen bei Philips Usfa hergestellt wurden. Zunächst als Nachfolger des Ecolex II konzipiert, wurde jedoch die Serienfertigung nie aufgenommen und stattdessen das Ecolex IV gefertigt.

### Ecolex IV
Die Entwicklung von Ecolex IV begann im Jahr 1959 bei Philips Usfa und dauerte bis 1963. Es erhielt dort die Bezeichnung US‑8015. Im Gegensatz zu seinen Vorläufern verfügte es über eine Synchronisierung, die eine höhere Datenrate als die älteren Modelle erlaubte. Rund 900 Maschinen dieses Typs wurden gefertigt, die bis in die Mitte der 1970er-Jahre im Einsatz waren.

### Ecolex I
- Ecolex I Mark 1 – One‑time tape cipher machine. In: Crypto Museum. 28. Oktober 2024 (englisch).
- Ecolex Mark 2 – One‑Time Tape cipher machine. In: Crypto Museum. 28. Oktober 2024 (englisch).

### Ecolex II
- Ecolex II US‑8011 One‑time tape cipher machine. In: Crypto Museum. 28. Oktober 2024 (englisch).

### Ecolex III
- Ecolex III One‑time tape cipher machine. In: Crypto Museum. 17. Februar 2023 (englisch).

### Ecolex IV
- Ecolex IV US‑8015 One‑time tape cipher machine. In: Crypto Museum. 1. Januar 2025 (englisch).
- Ecolex 4. In: Jerry Proc. 13. Mai 2021 (englisch).